# Tanay (Rizal)
Tanay ist eine philippinische Stadtgemeinde in der Provinz Rizal, in der Verwaltungsregion IV, Calabarzon. Sie hat 117.830 Einwohner (Zensus 1. August 2015), die in 19 Barangays leben. Sie wird als Gemeinde der ersten Einkommensklasse auf den Philippinen und als teilweise urbanisiert eingestuft. 
Tanay liegt am östlichen Ufer des größten Binnensee der Philippinen, des Laguna de Bay. Ihre Nachbargemeinden sind Baras, Morong und Teresa im Westen, Antipolo City im Norden, General Nakar, Provinz Quezon, im Osten, Pililla und Santa Maria, Provinz Laguna, im Süden. Die Topographie der Stadt ist gekennzeichnet durch Flachländer in Ufernähe und die Ausläufer der Sierra Madre im Osten. 
Teile des Marikina Watershed Forest Reserve liegen auf dem Gebiet der Gemeinde.  

## Baranggays
- Cayabu
- Cuyambay
- Daraitan
- Katipunan-Bayani
- Kay Buto (Pob.)
- Laiban
- Mag-Ampon (Pob.)
- Mamuyao
- Pinagkamaligan (Pob.)
- Plaza Aldea (Pob.)
- Sampaloc
- San Andres
- San Isidro (Pob.)
- Santa Inez
- Santo Niño
- Tabing Ilog (Pob.)
- Tandang Kutyo (Pob.)
- Tinucan
- Wawa (Pob.)

## Weblink
- Informationen der Philippine Statistics Authority über Tanay